# Universitätstunnel
De Universitätstunnel, ook Tunnel Universität genoemd, is een tunnel in de A46 op het grondgebied van de Duitse stad Düsseldorf, meer bepaald in het zuidelijke stadsdeel Bilk.
De twee kokers liggen onder een park dat door de bouw van de tunnel ontstaan is op de terreinen van de Heinrich Heine-Universiteit, met als doel de beperking van de geluidshinder.
De kokers hebben een rechthoekige doorsnede, zijn 1023 m lang en hebben als binnenafmetingen 4,85 m hoog en 17,35 m breed. Elke koker heeft drie rijstroken en een pechstrook. Gemiddeld rijden er 63500 wagens per dag door de tunnel bij een maximumsnelheid van 80 km/u.
Sinds 2004 worden er verbeteringswerken uitgevoerd, maar nog in 2008 oordeelde ADAC nog steeds dat de veiligheidsvoorzieningen "bedenkelijk" waren.